# 史蒂夫·麦克马纳曼
史蒂芬·“史蒂夫”·麦克马纳曼（英語：Steven "Steve" McManaman；1972年2月11日— ），前英格兰職業足球員，司職中場。

## 生平
麦克马纳曼出身於英國老牌球會足球俱乐部利物浦，當時他已經是英格蘭國家隊的正選球員，在利物浦與射手福勒齊名。他最大特色便是可在邊線高速傳球，能打左翼外又能打右翼。他曾為國家隊出戰1996年欧洲足球锦标赛，在這項賽事中他擔任球隊的正選左翼，表現光芒四射，憑著他出色的表現，加上加斯科因、希勒、舒寧咸等球員的上佳演出，英格蘭殺入了賽事的4強，最終僅於西歐德比大戰中敗給該年冠軍德國，球王比利賽後稱他為該年賽事的最佳球員。可惜，自此麥馬拿文無論在球會或國家隊都的表現均一落千丈，變得不穩定，經常犯下失誤，1998年世界杯他僅曾上陣一場，2000年欧洲足球锦标赛也只是打了兩場。結果自2000年後，麥馬拿文便不再曾入選國家隊。
1999年麥馬拿文宣佈離開利物浦，遠赴西班牙加盟當地超級球會皇家马德里，但這時皇馬由皮里斯出任會長，他上台後高調宣佈收購葡萄牙國腳菲戈。由於菲戈跟麥馬拿文屬同類型球員，而相比之下費高在西班牙的知名度明顯比麥馬拿文廣，結果麥馬拿文一直長居後備。其後多位世界級球員如齐达内、罗纳尔多和碧咸都相繼加盟皇家马德里，麥馬拿文最後只有重返英超。
2003年麥馬拿文正式加盟曼城，但在球會他長期受傷患影響，而又被安排在正中場這個不擅長的位置，他的表現大受影響，最後在2005年宣佈退役。

## 榮譽
利物浦
- 英格蘭足總盃：1991–92
- 英格蘭聯賽盃：1994–95

皇家馬德里
- 西班牙足球甲級聯賽：2000–01、2002–03
- 西班牙超級盃：2001
- 歐洲冠軍聯賽：1999–2000，2001–02
- 歐洲超級盃：2002

個人
- 阿蘭·哈達克獎：1995
- PFA年度最佳陣容：1996–97
- 歐洲國家盃最佳陣容：1996
- 英格蘭超級足球聯賽每月最佳球員：1997年12月[2]

## 佚聞
麥馬拿文與香港商人楊家誠份屬好友，楊家誠於2007年夏天收購球會伯明翰後，麥馬拿文成為了該會的行政董事。
麥馬拿文曾為楊家誠旗下的成報撰寫波經足球評論。